# Pat Hingle
Martin Patterson (Pat) Hingle (Denver (Colorado), 19 juli 1924 - Carolina Beach (North Carolina), 3 januari 2009) was een Amerikaans acteur. In december 1941 ging hij bij de U.S. Navy na de University of Texas te hebben verlaten. Hij diende op de torpedojager USS Marshall tijdens de Tweede Wereldoorlog. Nadien keerde hij terug naar de universiteit en studeerde af als radiomaker.
In 1960 kreeg hij de titelrol aangeboden in Elmer Gantry, maar hij kon er niet op ingaan, omdat hij het slachtoffer was geworden van een ongeluk in een lift in een appartementsgebouw in aanbouw.
Hingle is vooral bekend door zijn rollen als rechter, politiecommissaris en dergelijke. Een van zijn bekendste rollen is die van de vader van Warren Beatty in Splendor in the Grass (1961). Alhoewel hij de laatste tijd best gekend was als Commissioner Gordon in de film Batman en de drie vervolgfilms, speelde Hingle sinds 1948 in vele televisieprogramma's en films, zoals On the Waterfront (1954), Hang 'Em High (1968), Sudden Impact (1983), Road To Redemption (2001), When You Comin' Back, Red Ryder? (1979), Stephen Kings Maximum Overdrive (1986), The Grifters (1990), Citizen Cohn (1992), Muppets from Space en Shaft (2000). Van 1989 tot 1997 speelde Hingle de rol van Commissaris Gordon in vier Batman-films. Samen met Michael Gough, die Alfred Pennyworth speelde, was hij de enige acteur die in alle vier de films van de reeks hun opwachting maakten.
In de musical 1776 uit 1997 speelde Hingle Benjamin Franklin, met Brent Spiner als John Adams. In 2002 speelde hij een vaste rol in ABC-serie The Court. Hij speelde ook Horatius in The Quick and the Dead uit 1995. Recentelijk speelde hij in Talladega Nights: The Ballad of Ricky Bobby de rol van de oorspronkelijke eigenaar van Dennit Racing.
Pat Hingle stierf begin 2009 op 84-jarige leeftijd aan leukemie.
- Bibsys: 10065788
- Biblioteca Nacional de España: XX1176003
- Bibliothèque nationale de France: cb140218190 (data)
- CiNii: DA13525787
- Gemeinsame Normdatei: 1203307578
- International Standard Name Identifier: 0000 0001 0901 7106
- Library of Congress Control Number: n83009529
- Nationale Bibliotheek van Tsjechië: xx0160556
- Nationale Bibliotheek van Israël: 987007317725005171
- Nationale Bibliotheek van Polen: a0000001803442
- SNAC: w6tb23fj
- Système universitaire de documentation: 069793883
- Virtual International Authority File: 53055704
- WorldCat: E39PBJk94mY7jxdD6CpRVrr6rq